# Ivan Vladislav
Ivan Vladislav (bolgarsko Иван Владислав [Ivan Vladislav])) je bil car Prvega bolgarskega cesarstva, ki je vladal od avgusta ali septembra 1015 do februarja 1018, * ni znano, verjetno pa najmanj deset let pred letom 987, verjetno pa še mnogo prej, † 1018.
Njegovega očeta Arona in celo družino je dal leta 976 car Samuel zaradi izdaje pobiti. Ivanu Vladimirju so zaradi posredovanja Samuelovega sina Gavrila Radomirja prizanesli. Ivan Vladimir je  kljub temu leta 1015 ubil svojega rešitelja, oslepil njegovaga sina  in si  prilastil bolgarski prestol. 
Zaradi obupnega stanja v državi, ki je bilo posledica nekaj desetletij trajajoče vojne z Bizantinskim cesarstvom, je poskušal utrditi svoj položaj z mirovnimi pogajanji z bizantinskim cesarjem Bazilijem II.. Po propadu pogajanj je nadaljeval z odporom proti Bizantincem in jih poskušal odbiti, vendar mu to ni uspelo. Med svojo vladavino je poskušal okrepiti bolgarsko vojsko, obnovil mnogo trdnjav in celo krenil v protinapad, vendar je v bitki pri Draču leta 1018 padel.  Po njegovi smrti so se njegova vdova carica Marija, bolgarski patriarh in večina plemičev vdali Baziliju II., ki je zatem zatrl še zadnje sledove bolgarskega upora. Prvo bolgarsko cesarstvo je bilo dokončno uničeno.
Mnenja o Ivanu Vladislavu so kontroverzna, ker je po eni strani slovel kot neusmiljen morilec, po drugi strani pa kot junaški branilec svoje države.  Njegovi potomci so postali bizantinski plemiči in dosegli najvišje položaje v bizantinski hierarhiji. Dve članici družine sta postali bizantinski cesarici, moški pa vojaški poveljniki in visoki državni uradniki. Naslednik Bolgarskega cesarstva je postal cesar Ivan II. Komnen.

## Življenjepis

### Življenje do prihoda na prestol
Ivan Vladislav je bil sin Arona, brata carja Samuela Bolgarskega (vladal 997-1014) iz dinastije Komitopuli. Leta 976 ali 987 je Samuel zaradi izdaje ukazal usmrtitev brata Arona in cele njegove družine. Preživel je samo Ivan Vladimir, za katerega se je osebno zavzel Samuelov sin Gavril Radomir. O njegovem življenju od teh dogodkov do prihoda na prestol  leta 1015 ni nič znanega.

### Prevzem oblasti
Bolgarija je bila do leta 1015 zapletena v skoraj trideset let trajajočo vojno z Bizantinskim cesarstvom. Carja Samuela je po katastrofalnem porazu v bitki na Belasici in njegovi smrti 6. oktobra 1014 nasledil njegov sin Gavril Radomir. Radomirjev položaj je bil negotov, ker bi se kot sin najstarejšega brata Komitopuli za bolgarski prestol lahko potegoval tudi Ivan Vladislav. Bizantinski cesar Bazilij II. je v tistem času prodrl globoko na bolgarsko ozemlje in ponovno osvojil pred tem izgubljeni Voden (Odrin) in oblegal mogočno trdnjavo Maglen na severozahodu Bolgarije. Gavril Radomir ni bil dovolj močan, da bi posredoval, in je lahko samo nemočno opazoval dogajanja iz bližnjega Ostrova (Arnissa).  Njegova nesposobnost, da bi se pomeril z Bizantinci, je povzročila negodovanje med plemstvom, ki je za svojega vodjo izbralo Ivana Vladimirja. Padec Maglena je zapečatil Gavrilovo usodo. Konec poletja 1015 je Ivan Vladimir na lovu pri Ostrovu ubil svojega bratranca,  morda na ukaz bizantinskih agentov, zasedel bolgarski prestol in zavaroval svoj položaj pred možnimi tekmeci.

## Cesar

### Prvi meseci vladanja
Ivan Vladislav je takoj po prevzemu oblasti poslal delegacijo k Baziliju II.. Delegacija je prišla k cesarju pet dni po padcu Maglena. Ivan Vladislav je Baziliju sproročil, da je osebno ubil Gavrila Radomirja in prevzel oblast v državi in mu izrazil svojo globoko ponižnost in poslušnost. Njegovo dejanje je podprl tudi del plemstva.  Ivan Vladislav je s tem utrdl svoj položaj na prestolu, vendar je hkrati jasno izjavil, da je proti vsem kompromisom z Bizantinci. Odločil se je, da bo nadaljeval politiko svojih predhodnikov proti prodirajočim Bizantincem. Baziliju II. je postalo jasno, da je bila njegova izjava o ponižnosti zvijača, in je takoj ukrepal. Podkupil je kavkana Teodora, ki je bil v bizantinskem ujetništvu, da ubije bolgarskega vladarja.  Teodor je v ta namen podkupil Ivanovega zaupnika, ki nazadnje ni ubil carja ampak samega Teodora. Bazilij je medtem nadaljeval vojni pohod in prisilil bolgarskega carja na umik v albanske gore. Bizantinci so osvojili bolgarsko prestolnico Ohrid, požgali cesarske palače in nato izvedeli, da je Vladislav začel oblegati Drač in da je bolgarski general Ivac na jugu pri Bitoli porazil bizantinsko zaledno vojsko.  Bizantinska oskrbovalna pot je bila presekana, zato se je moral Bazilij umakniti v Solun. V Ohridu je pustil samo majhno garnizijo, katero so Bolgari hitro premagali in ponovo zasedli mesto. Bazilij je v bazi v Mosinopolisu svojo vojsko razdelil in začel pustošiti okolico Strumice in Sofije. Januarja 1016 se je vrnil v Konstantinopel.

### Utrditev položaja
Ivan Vladislav je medtem utrdil svoj položaj v albanskih gorah in Makedoniji. Oktobra 1015 je začel obnavljati več trdnjav, poškodovanih med vojno, vključno s tisto v Bitoli, kar je razvidno tudi  iz Bitolskega napisa. Leta 1016 je na svoj dvor povabil vazalnega kneza Jovana Vladimirja Dukljanskega, poročenega s sestro Gavrila Radomirja Teodoro Kosaro. Car je verjetno nameraval  kneza obdržati za talca  s tem zavarovati svojo zahodni bok. Knez se je nameraval odzvati vabilu, vendar mu je odhod preprečila žena Teodora Kosara, ki ni zaupala morilcu svojega brata in se je bala za moževo življenje. Ivan Vladislav se je zatem zaobljubil, da mu ne bo stregel po življenju in mu kot dokaz dobre volje  poslal zlat križ. Jovan Vladimir se je še vedno obotavljal, češ da je bil Kristus križan na lesenem in ne zlatem križu, Ivan Vladislav pa je ponovil svojo zaobljubo, potrjeno od bolgarskega patriarha Davida.  Jovan Vladimir se je nazadnje odločil za potovanje na dvor v Prespo, kjer so ga takoj po prihodu 22. maja obglavili. Cesar njegovega trupla ni dovolil pokopati. Po številnih čudežnih dogodkih, povezanih s truplom, ga je Ivan Vladislav vrnil pokojnikovi ženi Kosari.
Spomladi 1016 se je Bazilij II. z vojsko odpravil po dolini reke Strume in oblegal močno trdnjavo Pernik.  Obrambo trdnjave je vodil sposoben poveljnik Krakra, ki je ostal zvest bolgarski stvari. Ker so vsi poskusi osvojitve med 88 dni trajajočim obleganjem s številnimi žrtvami spodleteli, so se Bizantinci umaknili na jug, da bi se v Mosinopolisu pregrupirali.

### Boji leta 1017
Bazilij II. je na začetku leta 1017 nadaljeval prekinjeni vojni pohod. Davida Arianita in Konstantina Diogena je poslal pustošit po dolini Vardarja in osvojit grad Longos, sam pa se je odpravil na jug oblegat Kastorijo. Pod obzidjem mesta je dobil sporočilo stratega Dorostolona (Silistra), da je Ivan Vladislav poslal generala Krakra prosit za pomoč Pečenege in da so Pečenegi  že prešli Donavo.  Cesar je takoj prekinil obleganje in odhitel proti severu, pri Ostrovskem jezeru pa je izvedel, da Pečenegi niso pripravljeni tvegati vojne z njim. Bazilij se je obrnil proti jugu in se bogato oskrbel iz zalog, ki so bile vskladiščene ob poti. Ivan Vladislav, ki je skrbno opazoval bizantinske premike, je iz zasede napadel čete Konstantina Diogena. Če mu na pomoč ne bi prišel Bazilij, bi Bolgari njegovo vojsko popolnoma uničili. Po pisanju Ivana Skilice, se je Bazilij boril na čelu svoje reševalne vojske. Ko so ga Bolgari zagledali, so vpili »Bežite, cesar!« in se panično umaknili. Zadovoljni z zmago so Bizantinci odšli v Voden in se nato vrnili v Konstantinopel.

### Smrt
Na začetku leta 1018 je začel Ivan Vladislav  oblegati Drač in februarja istega leta pod obzidjem mesta padel.  Opisi njegove smrti so kontradiktorni. Po nekaterih podatkih naj bi ga v zaroti ubili njegovi služabniki. Po drugih je padel v bitki. Bolgarski dodatki k Skilicevi Kroniki so bolj podrobni in pravijo, da se je Ivan Vladislav na konju dvobojeval z draškim strategom, patricijem Nikito Pegonitom. Med bojem sta ga napadla bizantinska pešaka, ki sta opazovala dvoboj, in ga smrtno ranila v trebuh. Kasnejši bizantinski zgodovinar je trdil, da je bil dvoboj pošten in da je Ivan Vladislav zaradi sunka s kopjem v prsi takoj umrl. Letopis popa Dukljana pripoveduje povsem drugačno zgodbo: carja je med obedovanjem v njegovem taboru  napadel neznan vojak, v katerem je Ivan Vladislav prepoznal umorjenega Jovana Vladimirja. Ves zgrožen je poklical na pomoč, vendar mu nihče ni pomagal in neznani vojak ga je nato smrtno ranil.
Njegova smrt je pomenila konec Prvega bolgarskega cesarstva. Njegovi sinovi so bili še mladi in neizkušeni in tudi najbolj izkušeni bolgarski vojskovodje  so dvomili v  smiselnost  nadaljnjega upiranja. Ko je Bazilij II. izvedel za carjevo  smrt, je zapustil Konstantinopel in se v Odrinu sestal s Krakrovim bratom, ki je priznal bizantinsko oblast. Njegovemu zgledu je sledila večina bolgarskega plemstva, obljubila cesarju zvestobo in  mu predala svoje trdnjave. Krakra in poveljniki 35 trdnjav so se cesarju vdali v Ceru. V Strumici je cesar dobil sporočilo ovdovele carice Marije, da se je pripravljena pogajati o vdaji bolgarske prestolnice in države. Bazilij II. je bogato nagradil vse, ki so se mu vdali. Dovolil jim je obdržati posesti, premoženje in plemiške naslove. Kratkotrajen odpor pod vodstvom Vladislavovega najstarejšega sina Presijana in njegovih bratov, se je končal konec leta 1018.

## Zapuščina
Letopisec, znan kot dukljanski pop, je več kot stoletje po smrti Ivana Vladislava o njem zapisal, da je bil po smrti »za vedno povezan s Satanovimi angeli«. Carja kritizirajo tudi sodobni bolgarski zgodovinarji, vključno v Vasilom Zlatarskim, in trdijo, da so njegova dejanja pospešila padec Bolgarije, da se je, namesto da bi dvignil moralo Bolgarov,  spremenil v morilca in da ni bil sposoben spopasti se z dvornimi spletkami in korupcijo. Cesarja kritizira tudi Steven Runciman, ki trdi, da je njegov umor Gavrila Radomirja povzročil splošno zmedo, v kateri je vsak plemič gledal samo še na lastne interese, vendar mu hkrati pripisuje »precejšnjo brezobzirno energijo«. Jordan Andreev mu je bolj naklonjen in trdi, da je imel tehtne razloge za maščevanje poboja svoje družine, da je ravnal po starih bolgarskih poganskih običajih in da je ubil samo Gavrila Radomirja in njegovo ženo, drugim članom družine pa je prizanesel. Jovana Vladimirja je ubil zato, ker je kot mož ene od Samuelovih hčera ogrožal njegov položaj in poskušal skleniti kompromis z Bizantinci.  Ivan Vladislav si po Andreevem mnenju zaradi obrambe bolgarske države in junaška smrti zasluži bolj blage poglede na njegova zla dela. Pri tem navaja bizantinskega zgodovinarja (njegovega imena ne navaja), ki piše, da je med njegovim vladanem »bizantinska država visela na nitki, ker se je barbar kot Golijat upiral Bizantincem, obupanim zaradi nepremagljivega sovražnika«. Naklonjen mu je tudi poljski zgodovinar  Kazimierz Zakrzewski, predvsem zato, ker se je  s spretnim vodenjem gverilske vojne vse do smrti uspešno upiral sovražniku.
Po Ivanu Vladislavu Bolgarskem se imenuje rt na Rugged Islandu v Južnih šetlandskih otokih na Antarktiki.

## Družina
Ivan Vladimir je bil poročen z Marijo, s katero je imel več otrok. Mariji je Bazilij II. podelil zelo visok dvorni naslov zoste patrikia, njeni otroci z Ivanom Vladislavom pa so se vključili v bizantinsko plemstvo in so bili  še posebej tesno povezani s Komneni. Nekateri so se povzpeli do zelo visokih položajev. Katarina je postala celo bizantinska cesarica. Njen drugi sin, Aluzijan, je sodeloval v uporu Petra Delijana proti Bizantincem, vendar ga je nato izdal.